# 아이디얼화 부분 모노이드
추상대수학에서, 아이디얼화 부분 모노이드(ideal化部分monoid, 영어: idealizer (submonoid))는 모노이드의 주어진 부분 집합의 원소의 왼쪽 및 오른쪽에 곱하여도 여전히 그 부분 집합에 속하도록 하는 모노이드 원소들로 구성된 부분 모노이드이다.

## 정의
모노이드 {\displaystyle M}의 부분 집합 {\displaystyle S\subseteq M}의 아이디얼화 부분 모노이드 {\displaystyle \operatorname {I} _{M}(S)}는 다음과 같은 부분 집합이다.
{\displaystyle \operatorname {I} _{M}(S)=\{m\in M\colon mS\cup Sm\subseteq S\}}
이는 {\displaystyle M}의 부분 모노이드를 이룬다. 마찬가지로, 다음과 같은 두 부분 집합 역시 부분 모노이드를 이룬다.
{\displaystyle \operatorname {LI} _{M}(S)=\{m\in M\colon mS\subseteq S\}}
{\displaystyle \operatorname {RI} _{M}(S)=\{m\in M\colon Sm\subseteq S\}}
물론,
{\displaystyle \operatorname {I} _{M}(S)=\operatorname {LI} _{M}(S)\cap \operatorname {RI} _{M}(S)}
이다.
가환 모노이드의 경우, 물론 왼쪽 · 오른쪽을 구별할 필요가 없다.

## 성질

### 군
군의 부분 집합의 경우, 일반적으로 {\displaystyle \operatorname {I} _{G}(S)} 및 {\displaystyle \operatorname {LI} _{G}(S)} 및 {\displaystyle \operatorname {RI} _{G}(S)} 가운데 어느 것도 부분군을 이룰 필요는 없으며, 다음이 성립한다.
{\displaystyle \left(\operatorname {LI} _{G}(S)\right)^{-1}=\operatorname {RI} _{G}(S)}
유한군 {\displaystyle G}의 부분 집합 {\displaystyle S\subseteq G}의 경우, 다음이 성립한다.
{\displaystyle \operatorname {I} _{G}(S)=\{g\in G\colon gS=S=Sg\}}
{\displaystyle \operatorname {LI} _{G}(S)=\{g\in G\colon gS=S\}}
{\displaystyle \operatorname {RI} _{G}(S)=\{g\in G\colon Sg=S\}}
이에 따라, 유한군의 경우 이들은 각각 부분군을 이룬다. 즉, 이 경우 {\displaystyle \operatorname {LI} _{G}(S)}와 {\displaystyle \operatorname {RI} _{G}(S)}는 (일종의) {\displaystyle S}의 대칭들을 나타낸다.

### 환
환 {\displaystyle R}의 부분 덧셈 아벨 군 {\displaystyle A\subseteq R}가 주어졌다고 하자. 이 경우, {\displaystyle A}의 아이디얼화 부분 모노이드 {\displaystyle \operatorname {I} _{R}(A)}는 {\displaystyle A}를 포함하는 최소의 양쪽 아이디얼이다. 마찬가지로, {\displaystyle \operatorname {LI} _{R}(A)}는 {\displaystyle A}를 포함하는 최소의 왼쪽 아이디얼이며, {\displaystyle \operatorname {RI} _{R}(A)}는 {\displaystyle A}를 포함하는 최소의 오른쪽 아이디얼이다.
만약 {\displaystyle A}가 추가로 {\displaystyle R}의 부분환을 이룬다면 (특히, 1을 포함한다면), {\displaystyle \operatorname {I} _{R}(A)} 역시 {\displaystyle R}의 부분환을 이룬다.

## 같이 보기
- 중심화 부분 모노이드
- 정규화 부분군

## 참고 문헌
1. ↑  Nagy, Attila (2002). “On commutative monoid congruences”. 《Pure Mathematics and Applications》 (영어) 13 (3): 389–392. arXiv:1501.01835.